# NGC 3941
NGC 3941 is een lensvormig sterrenstelsel in het sterrenbeeld Grote Beer. Het hemelobject werd op 19 maart 1787 ontdekt door de Duits-Britse astronoom William Herschel.

## Synoniemen
- UGC 6857
- MCG 6-26-51
- ZWG 186.62
- PGC 37235